# Run It (песня DJ Snake)
«Run It» — французского диджея DJ Snake при участии американского рэпера Рика Росса и индонезийского рэпера Rich Brian из фильма студии Marvel Studios «Шан-Чи и легенда десяти колец», вышедшая 13 августа 2021 на лейблах Hollywood Records, Marvel Music, Interscope Records.

## Композиция
Джек Спилсбери из We Rave You написал, что у песни «тяжёлые и мощные синтезаторы, невероятный вокал и рэп от Рика Росса и Рича Брайана». Песня написана в тональности ми мажор с темпом 104 удара в минуту.

## Отзывы
Брайан Бонаволья из DJ Times описал песню «как волнующий гимн, в котором миры хип-хопа и угрожающего среднего темпа соединяются воедино, создавая один адреналиновый опыт прослушивания». Джейсон Хеффлер из EDM.com прокомментировал, что «Run It» как «сердечный удар, подходящий для напряжённых экшн-сцен фильма Marvel». Оливер Трайон из Cultr назвал песню «[идеальной] для фильма, сильным, энергичным треком, который [вы] можете себе представить, размещая его во время автомобильной погони или тому подобного».

## Музыкальное видео
Музыкальное видео было выпущено 14 сентября 2021 года и появилось в фильме и официальном саундтреке, в нём снялся снялся Симу Лю. В этом видео Лю «сражается на танцполе с DJ Snake».

## Участники записи
Согласно AllMusic.
- Diamond Pistols — продюсер
- DJ Snake — композитор, инженер, микширование, основной исполнитель, продюсер, программирование
- Кристиан Долж — композитор
- Mercer — инженер, микширование
- Рич Брайан — композитор, основной исполнитель, вокал
- Рик Росс — композитор, основной исполнитель, вокал
- SIM — композитор, продюсер

## Использование
ESPN объявил, что песня была использована в фоновой музыке для студенческого футбольного сезона 2021-22 годов и служит гимном для освещения, которое началось 28 августа.

## Чарты
| Чарт (2021)                                | Высшая позиция |
| ------------------------------------------ | -------------- |
| США (Billboard Hot Dance/Electronic Songs) | 13             |

| Чарт (2021)                               | Позиция |
| ----------------------------------------- | ------- |
| US Hot Dance/Electronic Songs (Billboard) | 71      |